# Айк и Тина Търнър
„Айк и Тина Търнър“ (на английски: Ike & Tina Turner) е американски соул, фънк и рокендрол дует, включващ Айк Търнър и съпругата му Тина Търнър. Групата е формирана през 1960 година и се разпада през 1976 година, когато двамата се развеждат.
Сред музикантите, свирили с Айк и Тина Търнър, са:
- Едуард Бъркс – саксофон
- Уорън Доусън – бас-китара
- Макинли Джонсън – тромпет
- Соко Ричърсън – барабани
- Клод „Фидлър“ Уилямс – цигулка

## История

### Създаване
Първият успех в кариерата на Айк Търнър е от 1951 година, когато неговата група Кингс ъф Ритъм издава сингъла „Rocket 88“, смятан от някои за първия рокендрол запис в историята, но по юридически причини песента е приписана на Джаки Бренстън, а Търнър с групата си продължава да изнася концерти в Сейнт Луис. След 1956 година местните клубове са посещавани и от преместилата се в града Ана Мей Бълък, бъдещата Тина Търнър. По време на концерт на Айк Търнър и Кингс ъф Ритъм, на който на сцената са допускани хора от публиката, желаещи да пеят, тя изпълнява една песен, прави впечатление на Айк Търнър и е взета в групата като беквокалистка.
Ана Мей, бременна в осмия месец от Айк Търнър, записва като солистка песента „A Fool in Love“, тъй като водещият вокалист не се явява на звукозаписната сесия. Айк Търнър решава да запази записа и дава на Ана Мей псевдонима Тина Търнър, въпреки че самият той по това време е женен за друга жена. Групата е преименувана на Айк енд Тина Търнър Ревю и към нея са добавени три нови беквокалистки, по-късно станали известни под името Айкетс.

## Дискография
- The Soul of Ike and Tina Turner (1960)
- Festival of Live Performances (1962)
- Dance With Ike & Tina Turner & Their Kings (1962)
- Please Please Please (1963)
- It's Gonna Work Out Fine (1963)
- Don't Play Me Cheap (1963)
- Dynamite (1963)
- The Ike & Tina Turner Revue Live (1964)
- Live! The Ike & Tina Turner (1965)
- Ooh Poo Pah Doo (1965)
- Ike & Tina Show 2 (1965)
- River Deep – Mountain High (1966)
- Ike & Tina Turner and the Raelettes (1966)
- Outta Season Blue Thumb (1969)
- Ike & Tina Turner in Person (live) (1969)
- Get It Together (1969)
- Fantastic (1969)
- Her Man His Woman (1969)
- The Hunter (1969)
- On Stage (1970)
- Workin' Together (1971)
- Nuff Said (1971)
- Something's Got a Hold on Me (1971)
- What You Hear Is What You Get (live) (1971)
- Feel Good (1972)
- Let Me Touch Your Mind (1973)
- Nutbush City Limits (United Artists) (1973)
- The World of Ike and Tina Live (1973)
- The Great Album (1974)
- Strange Fruit (1974)
- Sweet Rhode Island Red (1974)
- The Gospel According to Ike and Tina (1974)
- Sixteen Great Performances (1975)
- Delilahs Power (1977)
- Airwaves (1979)